# Территория со смешанным режимом
Террито́рии со сме́шанным режи́мом — не входящие в состав территорий государств пространства мирового океана, на которых действуют как установленные для международных территорий правовые режимы, так и осуществляются суверенные права прибрежных государств.
К таким территориям относятся: прилежащие зоны, континентальный шельф, морские экономические зоны, международные реки, проливы и каналы, другие территории, статус которых закреплен международно-правовым документом, пограничные реки.

## Права
На территориях со смешанным режимом определяются права прибрежного государства:
- на создание искусственных островов, установок и сооружений[4];
- на природные ресурсы[5], включая как
  - минеральные ресурсы морского дна[3] (Конвенция о континентальном шельфе 1958 года), так и
  - рыболовные ресурсы (лов рыбы с доступам других стран к излишкам допустимого улова[3] в случае если прибрежное государство само не может его выловить[6]) и
  - другие виды морского промысла;
- на охрану окружающей среды[3]:
  - осуществление охраны вод и
  - установление режима водопользования;
- на научные исследования[3].

Территории со смешанным режимом относятся к открытому морю, что означает свободу судоходства, рыболовства, прокладки трубопроводов, подводных кабелей и полётов над ним.
При эксплуатации океанского дна при помощи прокладки туннелей с материка режим морского шельфа не действует.
Прибрежное государство осуществляет таможенный, фискальный, иммиграционный и санитарный контроль в прилежащей зоне.

## Особенности территории
Территории со смешанным режимом появились сравнительно недавно, при этом отдельные авторы юридической литературы включают континентальный шельф в государственную территорию, также подобная точка зрения высказана в конституции Мексики, которая в территорию Мексики включает также зону морского дна островов и рифов, подобной позиции придерживались представители Эквадора и Аргентины при принятии конвенции ООН по морскому праву 1982 года, они желали распространить суверенитет государств «по крайней мере до нижнего края подводной окраины материка», однако такая позиция рассматривается как явно противоречащая нормам международного права.
Внешней границей территории государства признаётся не линия побережья, а внешний край территориального моря. Искусственные острова и намывы не учитываются при определении территорий со смешанным режимом и не оказывают влияния на границы государства. В юридическом смысле они приравниваются к сооружениям.

### Курильские острова
Геоморфологическое и юридическое понятие континентального шельфа отличаются, хотя в зоне Курильских островов в России берег резко обрывается и у дна отсутствует шельф в геологическом смысле, однако в юридическом смысле протяжённость границ шельфа установлена в 200 морских миль.

### Арктика
Через Арктику проходит Северо-Восточный морской путь.
Прибрежные арктические государства рассматривают арктический шельф как часть их национальных богатств скорее всего общее соглашение по статусу Арктики вынуждено будет учитывать наличие территорий со смешанным статусом.
Один из вариантов распространения суверенитета прилегающих государств на Арктику — посекторно, от северного полюса и до восточных и западных границ соответствующего государства.
Шпицберген является территорией со смешанным режимом.

### Каспийское море
Согласно конвенции о правовом статусе Каспийского моря, принятой в 2018 году, его акватория содержит как рыболовные зоны, которые определяются как прилегающие к территориальным водам 10 морских миль с исключительным правом на промысел, а также каждое государство в пределах своего сектора вправе создавать искусственные острова и сооружения.

### Чёрное море
Аннексия Крыма Россией в 2014 году привела к напряжению в определении исключительных экономических зон в Чёрном море.